# Џон Адамс
Џон Адамс, (енгл. John Adams; 30. октобар 1735 — 4. јул 1826) био је амерички политичар и државник, представник покрета за независност и други Председник САД. Адамс, који се у Бостону истакао као један од најугледнијих правника, је 1774. постао члан Континенталног конгреса. Две године касније био је један од потписника и кључних аутора Америчке декларације о независности. Учествовао у потписивању Париског мира (1783). Био је први амерички амбасадор у Лондону у периоду од 1785. до 1788. године. Када је Џорџ Вашингтон изабран за првог америчког председник 1789, Џон Адамс је постао његов потпредседник. Као члан Федералистичке партије 1797. године кандидовао се за председничке изборе, победио свог противкандидата Томаса Џеферсона и тако постао други председник САД. На почетку своје политичке каријере био је борац за равноправност, али је после тога постао поборник увођења владавине богате буржуазије и наследног племства. Аутор дела „Одбрана устава Сједињених Америчких Држава“.
Његов син Џон Квинси Адамс био је шести председник САД 1825. године. Супруга му је била Абигејл Адамс.
По његовом животу снимљена је мини-серија Џон Адамс.

### Биографије
- Chinard, Gilbert (1933). Honest John Adams. Boston, MA: Little, Brown, and Company. OCLC 988108386.
- Diggins, John P. (2003).  Schlesinger, Arthur M. Jr., ур. John Adams. The American Presidents. New York, NY: Time Books. ISBN 978-0-8050-6937-2.
- Ellis, Joseph J. (1993). Passionate Sage: The Character and Legacy of John Adams. New York, NY: W. W. Norton & Company. ISBN 978-03933-1133-4.
- Ferling, John E. (1992). John Adams: A Life. Knoxville, TN: University of Tennessee Press. ISBN 978-08704-9730-8.
- McCullough, David (2001). John Adams. New York, NY: Simon & Schuster. ISBN 978-14165-7588-7.
- Morse, John Torey (1884). John Adams. Boston, MA: Houghton, Mifflin, and Company. OCLC 926779205.
- Shaw, Peter (1975). The Character of John Adams. New York, NY: W. W. Norton & Company. ISBN 978-08078-1254-9.
- Smith, Page (1962a). John Adams. Volume I, 1735–1784. New York, NY: Doubleday & Company, Inc. OCLC 852986601.
- Smith, Page (1962b). John Adams. Volume II, 1784–1826. New York, NY: Doubleday & Company, Inc. ISBN 9780837123486. OCLC 852986620.

### Специјализоване студије
- Boyd, Julian Parks; Gawalt, Gerard W. (1999). The Declaration of Independence: the evolution of the text. Library of Congress in association with the Thomas Jefferson Memorial Foundation. ISBN 978-08444-0980-1.
- Brookhiser, Richard (2002). America's First Dynasty: The Adamses, 1735-1918. New York, NY: Simon & Schuster. ISBN 978-07432-4209-7.
- Burns, James MacGregor (2013). Fire and Light: How the Enlightenment Transformed Our World. New York, NY: St. Martin's Press. ISBN 978-12500-2490-9.
- Chernow, Ron (2004). Alexander Hamilton. London, UK: Penguin Books. ISBN 978-11012-0085-8.
- Cochrane, Rexmond C. (1978). The National Academy of Sciences: The First Hundred Years, 1863–1963. Washington, D.C.: National Academies Press. ISBN 978-03095-5745-0.
- Elkins, Stanley M.; McKitrick, Eric (1993). The Age of Federalism. Oxford, NY: Oxford University Press. ISBN 978-0195068900.
- Ellis, Joseph J. (2003). Founding Brothers: The Revolutionary Generation. New York, NY: Knopf Doubleday Publishing Group. ISBN 978-14000-7768-7.
- Everett, Robert B. (1966). „The Mature Religious Thought of John Adams” (PDF). Proceedings of the South Carolina Historical Association. ISSN 0361-6207.
- Ferling, John (2009). The Ascent of George Washington: The Hidden Political Genius of an American Icon. New York, NY: Bloomsbury Press. ISBN 978-15969-1465-0.
- Fielding, Howard (1940). „John Adams: Puritan, Deist, Humanist”. Journal of Religion. 20 (1): 33—46. JSTOR 1198647. S2CID 170183234. doi:10.1086/482479.
- Flexner, James Thomas (1974). Washington: The Indispensable Man. Boston, MA: Little, Brown. ISBN 978-0-316-28605-3.
- Gimbel, Richard (1956). A Bibliographical Check List of Common Sense, With an Account of Its Publication. New Haven, CT: Yale University Press.
- Hakim, Joy (2003). The New Nation. Oxford, NY: Oxford University Press. ISBN 978-01951-5326-2.
- Herring, George C. (2008). From colony to superpower: U.S. foreign relations since 1776. Oxford, NY: Oxford University Press. ISBN 978-0199743773.
- Hoadley, John F. (1986). Origins of American Political Parties: 1789–1803. Lexington, KY: University Press of Kentucky. ISBN 978-0813153209.
- Holmes, David L. (2006). The Faiths of the Founding Fathers. Oxford, UK: Oxford University Press. стр. 2. ISBN 978-0195300925.
- Hutson, James H. (1968). „John Adams' Title Campaign (March 1968)”. The New England Quarterly. 41 (1): 30—39. JSTOR 363331. doi:10.2307/363331.
- Isenberg, Mary; Burstein, Andrew (2019). The Problem of Democracy: The Presidents Adams Confront the Cult of Personality. New York: Viking. ISBN 9780525557500.
- Kirtley, James Samuel (1910). Half Hour Talks on Character Building: By Self-made Men and Women. A. Hamming. OCLC 13927429.
- Kurtz, Stephen G. (1957). The Presidency of John Adams: The Collapse of Federalism, 1795–1800. Philadelphia, PA: University of Pennsylvania Press. ISBN 9780812271010. OCLC 979781538.
- Maier, Pauline (1998). American Scripture: Making the Declaration of Independence. New York, NY: Vintage Books. ISBN 978-0679779087.
- Mayville, Luke (2016). John Adams and the Fear of American Oligarchy. Princeton, NJ: Princeton University Press. ISBN 978-14008-8369-1.
- McDonald, Forrest (1974). The Presidency of George Washington. American Presidency. Lawrence, KS: University Press of Kansas. ISBN 978-07006-0359-6.
- Miller, Nathan (1997). The U.S. Navy: A History, Third Edition. Annapolis, MD: Naval Institute Press. ISBN 978-16125-1892-3.
- Moore, George (1866). Notes on the history of slavery in Massachusetts. New York, NY: D. Appleton & Co. ISBN 9780608410180. OCLC 419266287.
- Pollard, Edward A. (1862). The First Year of the War. Richmond, VA: West & Johnson. OCLC 79953002.
- Rossiter, Clinton (1955). Conservatism in America. New York, NY: Knopf. OCLC 440025153.
- Scherr, Arthur (2018). John Adams, Slavery, and Race: Ideas, Politics, and Diplomacy in an Age of Crisis. Santa Barbara, CA: Praeger..
- Shafer, Ronald G. (2016). Carnival Campaign: How the Rollicking 1840 Campaign of "Tippecanoe and Tyler Too" Changed Presidential Politics Forever. Chicago, IL: Chicago, Review Press. ISBN 978-16137-3543-5.
- Thompson, C. Bradley (1998). John Adams and the Spirit of Liberty. Lawrence, KS: University Press of Kansas. ISBN 978-07006-0915-4.
- Wiencek, Henry (2004). An Imperfect God: George Washington, His Slaves, and the Creation of America. Waterville, ME: Thorndike Press. стр. 215. ISBN 978-07862-6129-1.
- Wood, Gordon S. (2006). Revolutionary Characters: What Made the Founders Different. London, UK: Penguin Books. ISBN 978-1594200939.
- Wood, Gordon S. (2009). Empire of Liberty: A history of the Early Republic, 1789–1815. Oxford, UK: Oxford University Press. ISBN 978-01997-4109-0.
- Wood, Gordon S. (2017). Friends Divided: John Adams and Thomas Jefferson. New York, US: Penguin Books. ISBN 978-0735224735.

### Примарни извори
- Adams, John; Adams, Charles Francis (1851). The Works of John Adams, Second President of the United States: Autobiography, continued. Diary. Essays and controversial papers of the Revolution. The Works of John Adams, Second President of the United States. 3. Little, Brown.
- Adams, John (1892).  Biddle, Alexander, ур. Old Family Letters. Philadelphia, PA: Press of J.B. Lippincott Company. стр. 38.
- Adams, John (2001).  Carey, George Wescott, ур. The Political Writings of John Adams. Washington, D.C.: Gateway Editions.
- Adams, John (2004).  Diggins, John Patrick, ур. The Portable John Adams. London, UK: Penguin Books. ISBN 978-01424-3778-0.
- Adams, John (1954).  Peek, George A. Jr., ур. The Political Writings of John Adams: Representative Selections. New York, NY: Liberal Arts Press. ISBN 978-0872206991. OCLC 52727656.
- Adams, John; Rush, Benjamin (1966).  Schutz, John A.; Adair, Douglass, ур. Spur of Fame, The Dialogues of John Adams and Benjamin Rush, 1805–1813. Santa Marino, CA: Huntington Library. ISBN 978-08659-7287-2.
- Adams, John; Tudor, William (1819). Novanglus, and Massachusettensis: Or, Political Essays, Published in the Years 1774 and 1775, on the Principal Points of Controversy, Between Great Britain and Her Colonies. Princeton, NJ: Hews & Gloss. OCLC 33610833.
- Adams, John (1965).  Wroth, L. Kinvin; Zobel, Hiller B., ур. The Legal Papers of John Adams. Cambridge, MA: Harvard University Press. ISBN 978-06745-2250-3.
- Butterfield, L. H. et al., eds., The Adams Papers (1961– ). Multivolume letterpress edition of all letters to and from major members of the Adams family, plus their diaries; still incomplete. „The Adams Family Papers Editorial Project”. Masshist.org. Приступљено 2. 3. 2010.
- Butterfield, L. H., ed. Adams Family Correspondence. Cambridge: Harvard University Press
- Cappon, Lester J., ур. (1959). The Adams-Jefferson Letters: The Complete Correspondence Between Thomas Jefferson and Abigail and John Adams. Chapel Hill, NC: The University of North Carolina Press. ISBN 978-0807842300.
- Foot, Michael; Kramnick, Isaac, ур. (1987). The Thomas Paine Reader. Penguin Classics. ISBN 978-01404-4496-4.
- Hogan, Margaret; Taylor, C. James, eds. (2007). My Dearest Friend: Letters of Abigail and John Adams. Cambridge: Harvard University Press.
- Richardson, James Daniel, ур. (1897). A Compilation of the Messages and Papers of the Presidents. 1. Cambridge, MA: Harvard University. OCLC 3144460227.
- Taylor, Robert J. et al., eds. Papers of John Adams. Cambridge, MA: Harvard University Press.